# 鞋
鞋，也稱鞋子，是一種穿在腳上的物品。

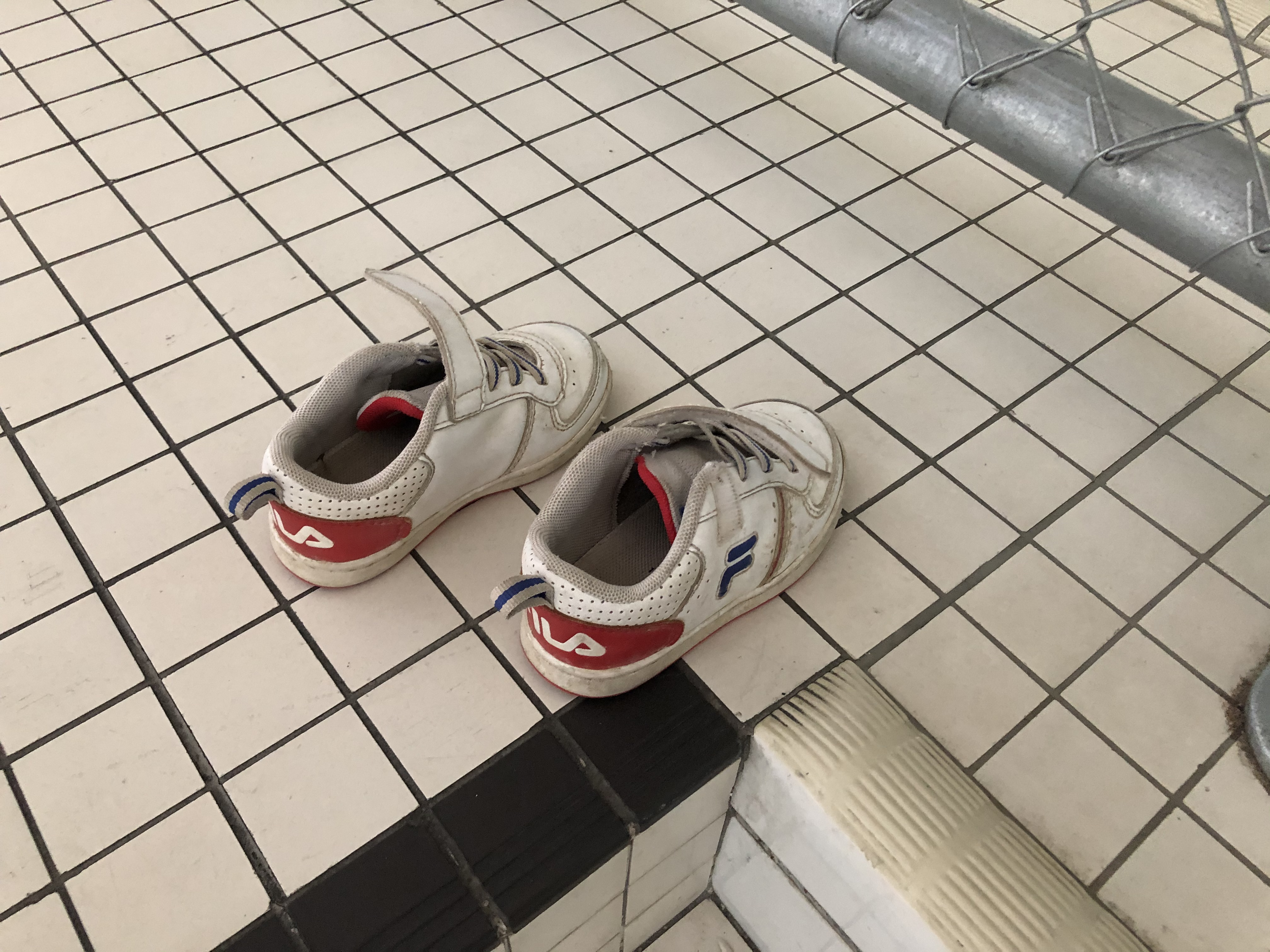
一双球鞋被放置在地板上

鞋子最早的發明人及發明原始理念如今很難去考究，但就基本推理想法不外乎是保暖及保護雙腳。古称履、鞮（皮鞋）、舄（重木底鞋）。《说文》云：“履，足所依也。”《释名·释衣服》云：“履，礼也，饰足所以为礼也。”河南柘城孟庄商代遗址的窑址旁的灰坑中，发现鞋底的中段，形狀與草鞋相似。現今鞋子的功能演變成了時尚、美化配合衣飾、尊重場合等等文明代表，但人們反而忽視了鞋子也有可能傷害到腳。
鞋子依使用的功能性區分為各種不同的類別，如：正式場合穿的皮鞋＆高跟鞋、休閒外出的休閒鞋、運動時穿的運動鞋、足球田徑賽的釘鞋、登山越野時穿的登山鞋、下海時穿的蛙鞋、下雨時穿的防滑雨鞋、專門製做的訂做鞋、施工場合實用取向的橡膠鞋、跳舞保持平衡的舞鞋、溜冰才穿著的溜冰鞋、特殊需求用的矯正鞋等。另外，有犯罪份子利用鞋來犯罪，例如藏毒、擲（打）人、裝攝錄器通行偷窺、跟蹤以及用作製造炸彈等。在歐美的機場會因為防範恐怖份子用鞋子收藏炸彈或武器（已拆散），而須要登機乘客脫鞋檢查。另外近年來隨著電子科技的進步，也有出現內嵌感測器的特殊運動鞋等等新興的鞋種。

## 鞋的基本組成
1. 鞋面：指的是鞋子上面的部分，或是覆蓋腳背的部分。除了使用皮革材質之外，也可以利用絨面革、塑膠材質來製作鞋面的部分。
2. 鞋底：鞋的底部，不同的鞋會使用不同材質的鞋底，中國傳統的鞋子多用布底，其中一種以多層布重疊而成的鞋底稱為千層底。現在常見的鞋底有皮革、橡膠、塑膠等材質，部份運動鞋或休閒鞋有氣墊，有避震功能。登山鞋的鞋底則有較深的坑紋（一般的鞋也有比較淺的坑紋），由於鞋底的坑紋能夠讓水通過，加上水有表面張力，令鞋能夠緊吸地（或平面）上，從而能夠防滑。
3. 鞋跟：這部分也可以利用皮革製作，但是更常利用一些較硬的材質來製作鞋跟。
4. 鞋墊：是鞋與腳緊貼最多的部份，用於吸收承載身體重力、吸收走路時腳和地面產生的作用力與反作用力的軟墊，讓穿鞋的人不會接觸生硬的地面或鞋底，可以分擔腳底板肌肉脂肪的壓力負擔，減少腳痛；一般鞋子都是量產的產品，因此鞋墊也都是規格化，但每個人的腳型都不同，所以買鞋的人很難真正買到完全貼合自己腳板的鞋墊，所以市場開始有專門為人量身打造鞋墊的生意。

## 鞋的應用材料
1. 鞋帶：用來加強固定腳與鞋子之間的緊密度，在行走的過程中防止腳在鞋子內滑動，造成行走不便、受傷或者不舒適感，但並非每種鞋子都有鞋帶這個部分。
2. 鬆緊帶：目的是在穿著時固定美觀的鞋型，但行走時又不因為固定而讓穿鞋者感到生硬的鞋身而設計的材料，並非每一款鞋都會採用這個材料的設計。
3. 拉鏈：功能類似鞋帶的作用，為方便使用者穿著，有的設計是純粹裝飾用，沒有其他的功能，並非每一款鞋都會採用這個材料的設計。
4. 尼龍搭扣：功能類似鞋帶的作用，為方便使用者穿著，有的設計是純粹裝飾用，沒有其他的功能，並非每一款鞋都會採用這個材料的設計。

## 相關頁面
鞋碼亦稱鞋號：由各國或地區正式與非正式制定，衡量人類腳的形狀以便配鞋的標準系統。

## 鞋類
- 皮鞋
- 高跟鞋
- 靴
- 瑪麗珍鞋
- 家居鞋
- 拖鞋
- 涼鞋
- 運動鞋
- 高爾夫球鞋
- 沙灘鞋
- 技師靴
- 雪地靴
- 騎警靴
- 訂做鞋
- 矯正鞋
- 安全鞋
- 棒球鞋
- 布鞋
- 帆布鞋（白飯魚）
- 功夫鞋

## 延伸阅读
[在维基数据编辑]
 《欽定古今圖書集成·經濟彙編·禮儀典·履部》，出自陈梦雷《古今圖書集成》